# Acordo de Londres Peres-Hussein
O Acordo de Londres entre o rei Hussein da Jordânia e o ministro das Relações Exteriores de Israel, Shimon Peres, foi assinado durante uma reunião secreta realizada na residência de Lord Mishcon em Londres em 11 de abril de 1987. Também estiveram presentes na reunião o primeiro-ministro jordaniano Zaid al-Rifai e Diretor-Geral do Ministério de Relações Exteriores de Israel, Yossi Beilin.

## Visão geral
O acordo delineou a estrutura para uma conferência internacional de paz organizada pelas Nações Unidas, cujo objetivo seria "a solução pacífica do conflito árabe-israelense com base nas resoluções 242 e 338 e uma solução pacífica do problema palestino em todos os seus aspectos". O acordo também estipulava que a conferência não imporia uma solução às partes, e que os palestinos seriam representados pela delegação da Jordânia. Seus requisitos de que todas as partes aceitem Conselho de Segurança das Nações Unidas (CSNU). As resoluções 242 e 338, assim como a renúncia à violência e ao terrorismo, efetivamente excluíram a participação da OLP. Os signatários concordaram que seu plano seria apresentado ao secretário de Estado dos EUA, George Shultz, para sua promoção como uma iniciativa norte-americana.
Peres, ministro das Relações Exteriores em nome do Partido Trabalhista no Governo de Unidade Nacional de Israel, partiu para a reunião com a aprovação do primeiro-ministro Yitzhak Shamir do Likud. Ele esperava que a reunião levasse a um avanço que permitisse a promoção da "Opção da Jordânia", ou seja, a resolução da questão palestina por meio da soberania da Jordânia sobre a totalidade ou a maior parte da Cisjordânia. Shamir, no entanto, não estava entusiasmado com a Opção Jordaniana e temia que uma conferência internacional forçasse uma solução indesejável para Israel. Peres o informou sobre o acordo em seu retorno a Israel, mas se recusou a fornecer uma cópia a Shamir e continuou a promovê-lo de forma independente. A desconfiança entre os dois líderes, bem como as diferenças ideológicas, levaram à rejeição do acordo por Shamir e, posteriormente, ao fracasso de Peres em aprová-lo no gabinete israelense em maio. Ao mesmo tempo, Shamir enviou Moshe Arens para se encontrar com Shultz e bloquear a conferência de paz.
Hussein ficou amargamente desapontado com a incapacidade de Peres de implementar o acordo e, consequentemente, desvinculou-se de qualquer outra iniciativa para promover uma solução para o conflito árabe-israelense. Após o início da Primeira Intifada em dezembro de 1987, a opção jordaniana tornou-se efetivamente irrelevante e, em julho de 1988, Hussein anunciou que a Jordânia havia renunciado a qualquer reivindicação de soberania sobre a Cisjordânia. Uma conferência internacional de paz entre Israel e os países árabes acabou sendo realizada em Madri em outubro de 1991, aderindo a uma estrutura semelhante à acordada por Peres e Hussein em 1987.